# Charette-Varennes
Charette-Varennes és un municipi francès, situat al departament de Saona i Loira i a la regió de Borgonya - Franc Comtat. L'any 2007 tenia 372 habitants.

## Demografia

### Població
El 2007 la població de fet de Charette-Varennes era de 372 persones. Hi havia 152 famílies, de les quals 36 eren unipersonals (20 homes vivint sols i 16 dones vivint soles), 52 parelles sense fills, 44 parelles amb fills i 20 famílies monoparentals amb fills.
La població ha evolucionat segons el següent gràfic:
Habitants censats

### Habitatges
El 2007 hi havia 256 habitatges, 158 eren l'habitatge principal de la família, 81 eren segones residències i 16 estaven desocupats. 253 eren cases i 3 eren apartaments. Dels 158 habitatges principals, 143 estaven ocupats pels seus propietaris, 11 estaven llogats i ocupats pels llogaters i 4 estaven cedits a títol gratuït; 8 tenien dues cambres, 36 en tenien tres, 38 en tenien quatre i 76 en tenien cinc o més. 126 habitatges disposaven pel capbaix d'una plaça de pàrquing. A 69 habitatges hi havia un automòbil i a 72 n'hi havia dos o més.

### Piràmide de població
La piràmide de població per edats i sexe el 2009 era:
| Homes | Edats   | Dones |
| ----- | ------- | ----- |
| 0     | 95 o +  | 4     |
| 0     | 90 a 94 | 4     |
| 12    | 85 a 89 | 16    |
| 8     | 80 a 84 | 8     |
| 4     | 75 a 79 | 24    |
| 24    | 70 a 74 | 12    |
| 12    | 65 a 69 | 20    |
| 16    | 60 a 64 | 4     |
| 8     | 55 a 59 | 8     |
| 8     | 50 a 54 | 4     |
| 12    | 45 a 49 | 12    |
| 8     | 40 a 44 | 8     |
| 12    | 35 a 39 | 8     |
| 8     | 30 a 34 | 8     |
| 12    | 25 a 29 | 12    |
| 0     | 20 a 24 | 8     |
| 8     | 15 a 19 | 8     |
| 4     | 10 a 14 | 12    |
| 16    | 5 a 9   | 8     |
| 12    | 0 a 4   | 8     |

## Economia
El 2007 la població en edat de treballar era de 191 persones, 130 eren actives i 61 eren inactives. De les 130 persones actives 124 estaven ocupades (67 homes i 57 dones) i 6 estaven aturades (3 homes i 3 dones). De les 61 persones inactives 27 estaven jubilades, 12 estaven estudiant i 22 estaven classificades com a «altres inactius».

### Ingressos
El 2009 a Charette-Varennes hi havia 168 unitats fiscals que integraven 393 persones, la mediana anual d'ingressos fiscals per persona era de 16.202 €.

### Activitats econòmiques
Dels 8 establiments que hi havia el 2007, 1 era d'una empresa alimentària, 5 d'empreses de comerç i reparació d'automòbils, 1 d'una empresa d'hostatgeria i restauració i 1 d'una empresa de serveis.
Dels 3 establiments comercials que hi havia el 2009, 1 era una botiga de menys de 120 m², 1 una sabateria i 1 una botiga de mobles.
L'any 2000 a Charette-Varennes hi havia 9 explotacions agrícoles que ocupaven un total de 816 hectàrees.

## Poblacions més properes
El següent diagrama mostra les poblacions més properes.